# يان هوبيرتس
يان هوبيرتس (بالهولندية: Jan Huberts)‏ (12 أكتوبر 1937 - 19 نوفمبر 2016) هو متسابق دراجات نارية هولندي. نافس في سباقات بطولة العالم لفئة 250 سي سي ولفئة 125 سي سي ولفئة 50 سي سي. بدأ المنافسة في بطولة الجائزة الكبرى سنة 1960. أفضل موسم له كان موسم سنة 1962 عندما جاء في المركز الثالث في بطولة العالم لفئة 50 سي سي خلف كل من إرنست ديجنر وهانز جورج أنشيدت.